# Eupetomena
Eupetomena é um gênero de aves apodiformes pertencente à família dos troquilídeos, que inclui os beija-flores. O gênero possui um total de duas espécies reconhecidas, anteriormente consideradas coespecíficas; que se distribuem exclusivamente ao leste do continente sul-americano, principalmente na região sudeste brasileira, que apresenta uma espécie endêmica, e em algumas partes próximas à região do Río de la Plata, habitando as florestas subtropicais úmidas e a vegetação litorânea características desta parte do território; a espécie recentemente descrita era uma subespeciação da espécie principal, senão mesmo uma espécie distinta em gênero monotípico, por se distribuírem simultaneamente; tempo depois, a última seria reclassificada em Eupetomena.
Com ambas as espécies sendo muito frequentes em toda a sua área de distribuição, a União Internacional para a Conservação da Natureza classifica ambos os beija-flores dentro de Eupetomena (e por convenção da BirdLife International, Aphantochroa) em "espécie pouco preocupante". Estes beija-flores se encontram na lista das 84 espécies com distribuição no Brasil, e no caso dos beija-flor-cinza (Eupetomena cirrochloris) entre as 16 que são endêmicas do país.

## Descrição
Estes beija-flores apresentam uma média entre 12 a 17 centímetros de comprimento, enquanto a média de peso varia de 7,1 a 9,1 gramas, caracterizando-os como troquilíneos de tamanho relativamente grande. Geralmente, seus espécimes machos são sutilmente maiores e mesmo mais pesados do que as fêmeas. Ambos sexos possuem características morfológicas em comum nas espécies existentes, como seu bico preto e ligeiramente curvilíneo, porém não apresenta a mandíbula rosada na extremidade. O dimorfismo sexual mínimo se manifesta em seu comprimento, onde fêmeas são, normalmente, um quarto menores do que os machos, visto que não possuem a cauda longa e bifurcada, que representa quase metade do comprimento do beija-flor-tesoura; no beija-flor-cinza, a divergência é ainda menor. Os beija-flores imaturos apresentam a plumagem cinzenta e escurecida, que adquire coloração conforme seu desenvolvimento. A cabeça e as partes superiores são verde-bronzeado ou verde-metálico no beija-flor-cinza, que apresenta as penas superiores da cauda na mesma cor; ao que no beija-flor-tesoura, a maioria significativa de suas penas são verde iridescente, exceto cabeça, cauda, abdômen e cloaca, que são azuis. Enquanto isso, as partes inferiores do Eupetomena cirrochloris, que dá nome à ave, são acinzentadas com algumas poucas manchas verde-escuras. O beija-flor-tesoura possui, assim como muitos dos beija-flores típicos, tufos de plumas brancas nos pés, que são pretos, embora não apresentem, na maioria dos casos, a mancha branca atrás do olho. São beija-flores residentes dentro de toda a sua área de distribuição, ou seja, logo não realizando migrações sazonais ao longo do ano.

## Distribuição e habitat
Estes beija-flores podem ser encontrados no norte do continente sul-americano, especificamente extremo-sul do Suriname ao extremo-norte da região norte do Brasil, no norte dos municípios paraenses de Óbidos, Alenquer, Almeirim e Oriximiná. Depois, seguindo ao nordeste brasileiro, incluindo passagem às unidades federativas desde centro-sul de Amapá, ao noroeste do Maranhão, com uma ampla distribuição ao sul da região centro-oeste e, principalmente, região sudeste do Brasil. Na região sul do país, pode ser encontrada principalmente pela totalidade do estado do Paraná e pela maior parte de Santa Catarina, com distribuição pelo extremo-norte do Rio Grande do Sul. Nos outros países sul-americanos, o beija-flor-tesoura apresenta distribuição pelo extremo-norte argentino, seguindo à porção mais ao nordeste paraguaio e boliviano, e no extremo centro-leste peruano, com duas populações isoladas na região fronteiriça Rondônia—Amazonas e em na região de Cuzco. Em relação ao seu parente, o beija-flor-cinza possui uma distribuição mais restrita, sendo endêmica do território do leste brasileiro, indo desde o sul de Pernambuco, seguindo ao oeste até o Mato Grosso ao norte do Rio Grande do Sul. Os beija-flores habitam principalmente florestas inabitadas e florestas secundárias ou altamente degradadas, pelo menos nas florestas tropicais e subtropicais úmidas e nas florestas tropicais pluviais e nubladas que são encontradas pelo continente sul-americano. Também são encontradas em áreas urbanas semi-abertas ou semi-urbanas, que inclui plantações de café e cacau, praças, parques e florestas estaduais e nacionais. No Brasil, ocorrem nos biomas do cerrado, caatinga, nas vegetações litorâneas e na mata atlântica, bem como na amazônia. Pode ser encontrado em altitude baixa ou média, frequentemente até 1500 metros acima do nível do mar.

## Sistemática e taxonomia
Esse gênero foi introduzido primeiramente no ano de 1853, por um importante pesquisador e ornitólogo do Reino Unido durante o século XIX, John Gould, este o responsável pela nomeação e introdução deste novo gênero, Eupetomena, originalmente visava classificar dentro dos parâmetros recentes Trochilus macroura, que depois passaria a ser conhecido como beija-flor-tesoura, descoberto por Johann Friedrich Gmelin, um professor acadêmico alemão, em 1788, por meio das revisões do Systema Naturae, escrito por Lineu. Etimologicamente, o nome do gênero deriva dos dois termos gregos antigos, εὖ, eu, e significa literalmente "bom, ótimo"; e petomena, que significaria algo como "para voar, sustentar-se nas asas". Com isso, a outra espécie existente seria descrita em um gênero monotípico conhecido por Aphantochroa, nos dias de hoje considerado apenas pela BirdLife International. A espécie seria descrita em 1818 pelo francês Louis Jean Pierre Vieillot, no gênero que ocasionalmente, seria movido para Campylopterus, embora tal decisão não fosse reconhecida e, então, anulada. No ano de 2014, seria publicado um estudo filogenético molecular de McGuire et al. que descobriria que esse gênero monotípico estava intimamente relacionado a Eupetomena, causando a reclassificação da espécie dentro do gênero descrito por Gmelin, que apresenta prioridade. Atualmente, um único identificador taxonômico internacional importante considera este último em Aphantochroa, sendo esse o Handbook of the Birds of the World, publicado pela BirdLife.

### Espécies[2][6]
- Eupetomena macroura (Gmelin, 1788), beija-flor-tesoura — pode ser encontrado desde o sul das Guianas, seguindo ao leste brasileiro, e populações isoladas em Rondônia e no Peru seguindo à região do Rio da Prata
  - Eupetomena macroura macroura (Gmelin, 1788) — subespécie nominal; ocorre nas Guianas, ao norte, centro-oeste e sudeste brasileiros, Paraguai e extremo-nordeste da Argentina
  - Eupetomena macroura simoni (Hellmayr, 1929) — pode ser encontrado exclusivamente no nordeste do Brasil
  - Eupetomena macroura cyanoviridis (Grantsau, 1988) — pode ser encontrado exclusivamente no sudeste do Brasil
  - Eupetomena macroura hirundo (Gould, 1875) — pode ser encontrado exclusivamente no leste do Peru
  - Eupetomena macroura boliviana (Zimmer, 1950) — pode ser encontrado exclusivamente no nordeste da Bolívia

- Eupetomena cirrochloris (Vieillot, 1818), beija-flor-cinza — pode ser encontrado exclusivamente no Brasil, indo desde o sul de Pernambuco, passando ao centro-oeste por onde se distribui pelo Mato Grosso ao extremo-nordeste do Rio Grande do Sul